# Дескарсен, Реми-Фюрси
Реми-Фюрси Дескарсен (фр. Rémi-Furcy Descarsin, 4 июля 1747, Шони, Франция — 14 ноября 1793, Нант, Франция) — французский художник-портретист, придворный графа Прованского.

## Биография
Художник родился в Шони (в современном департаменте Эна) 4 июля 1747 года. Документальных свидетельств о его жизни сохранилось мало. Известно, что он был активен как портретист в Париже в последней трети XVIII века.
Реми-Фюрси Дескарсен тщетно пытался вступить в Французскую Академию изящных искусств в 1789 году, когда он предложил на её рассмотрение свой автопортрет, который был отвергнут Академией. Известно также, что он был принят в обществе парижской аристократии, где музыка занимала важное место, так как две его сестры были придворными музыкантами. Сам он также вращался в музыкальной среде. Сохранился портрет виолончелиста Жана-Луи Дюпора, выполненный художником.
В 1773 году он написал своё самое известное до начала XXI века произведение — «Портрет графа Прованского в костюме гроссмейстера объединённых Орденов Святого Лазаря и Ордена Кармельской Богоматери (были объединены в 1606 году), с регалиями Ордена Золотого Руна и Ордена Святого Духа» по мотивам картины Франсуа-Юбера Друэ.
Согласно надписям на картинах, Дескарсен квалифицировал себя как «художника брата короля», то есть графа Прованского. Документального подтверждения такого официального статуса не сохранилось. Художник продолжал делать подобную запись даже в 1791 году в самый разгар революции. Реми-Фюрси Дескарсен, обвиняемый в подстрекательстве противников Великой французской революции к мятежу, был приговорён к смертной казни и обезглавлен 14 ноября 1793 года в возрасте 46 лет в населенном пункте Bouffay, в настоящее время вошедшем в город Нант.

## Судьба творчества и его особенности
Всплеск интереса к художнику вызвало в 2006 году появление на аукционе картины «Портрет доктора де С., играющего в шахматы со смертью», необычный сюжет которой привлёк внимание и ко всему творчеству Реми-Фюрси Дескарсена.

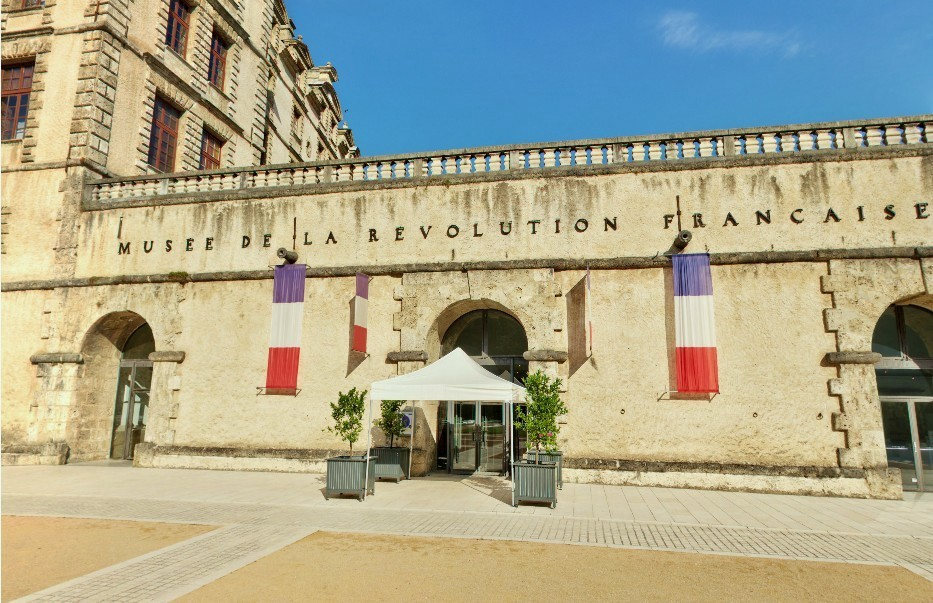
Музей французской революции

Для картин художника был характерен реалистический подход, но он предпочитал изображать представителей знати, а не простолюдинов. Часто это домашние портреты, где герои предстают в круги семьи в привычном для себя интерьере. Редким исключением является «Портрет национального гвардейца и его жены», выполненный в 1791 году. Супружеская пара виноделов, паромщиков, а затем мастеров по ремонту лодок из бывшей епархии Angers по имени Рене Догро (René Dogereau, или Degro) и Перрин Труйяр (Perrine Trouillard), жили до революции в бедности и одиночестве. Революционная организация «Друзья Конституции» обеспечила старым людям пенсию. Чтобы запечатлеть это событие, их одели в одежды трёх национальных цветов революции. Их сводили в театр, накормили праздничным обедом, а затем был создан данный портрет.
В настоящее время большинство наиболее известных работ художника находится в Музее Французской революции (Визий, Франция).

## Галерея

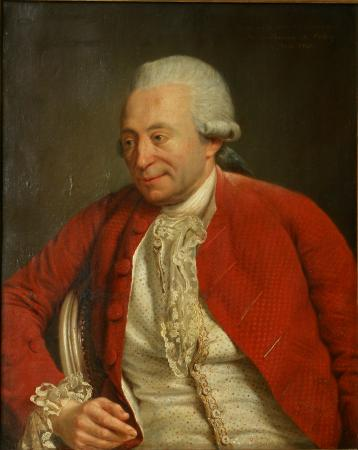
Реми-Фюрси Дескарсен. Портрет Луи-Жюля Манчини-Мазарини, Музей Французской революции
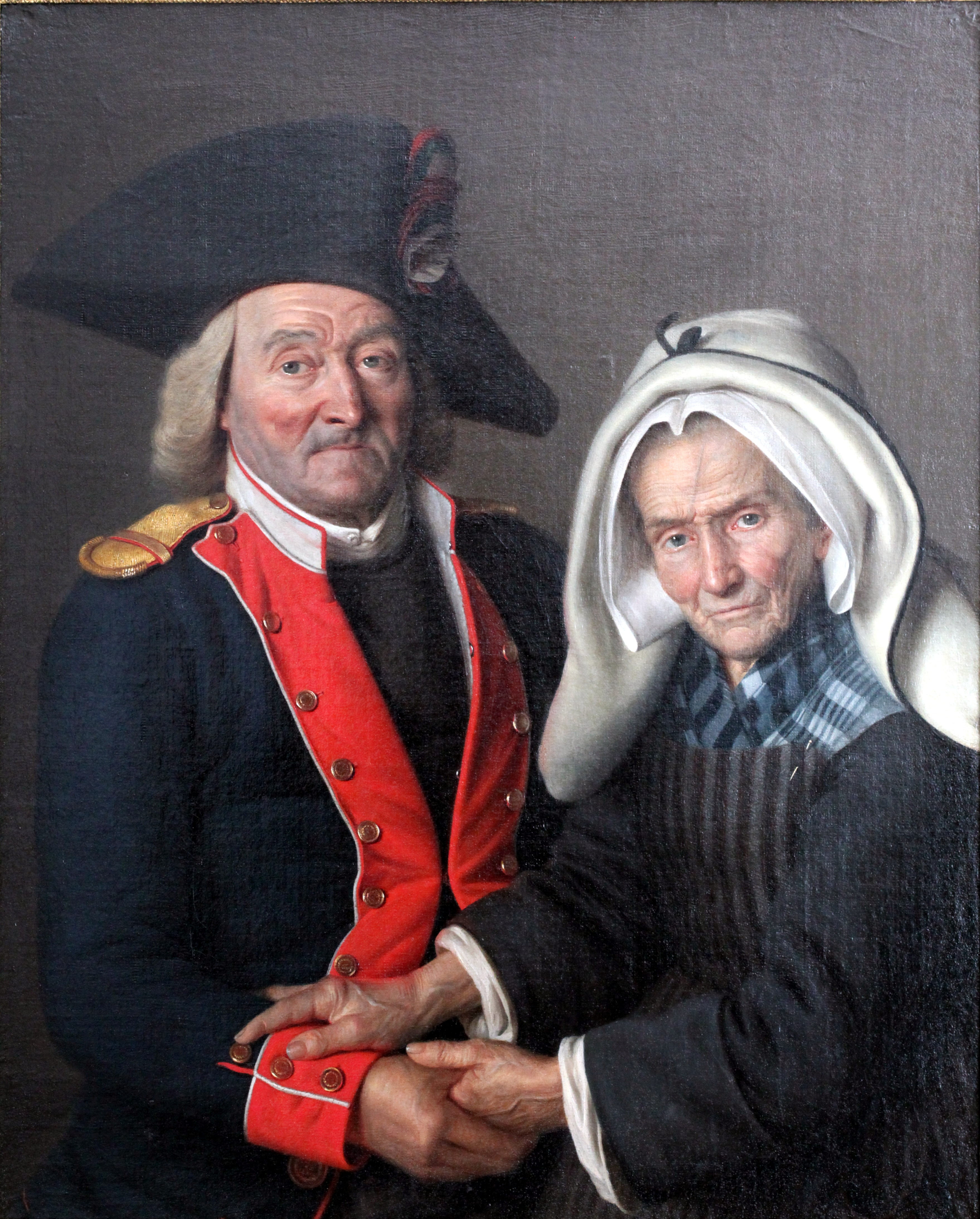
Реми-Фюрси Дескарсен. Портрет национального гвардейца и его жены, 1791. Музей Французской революции
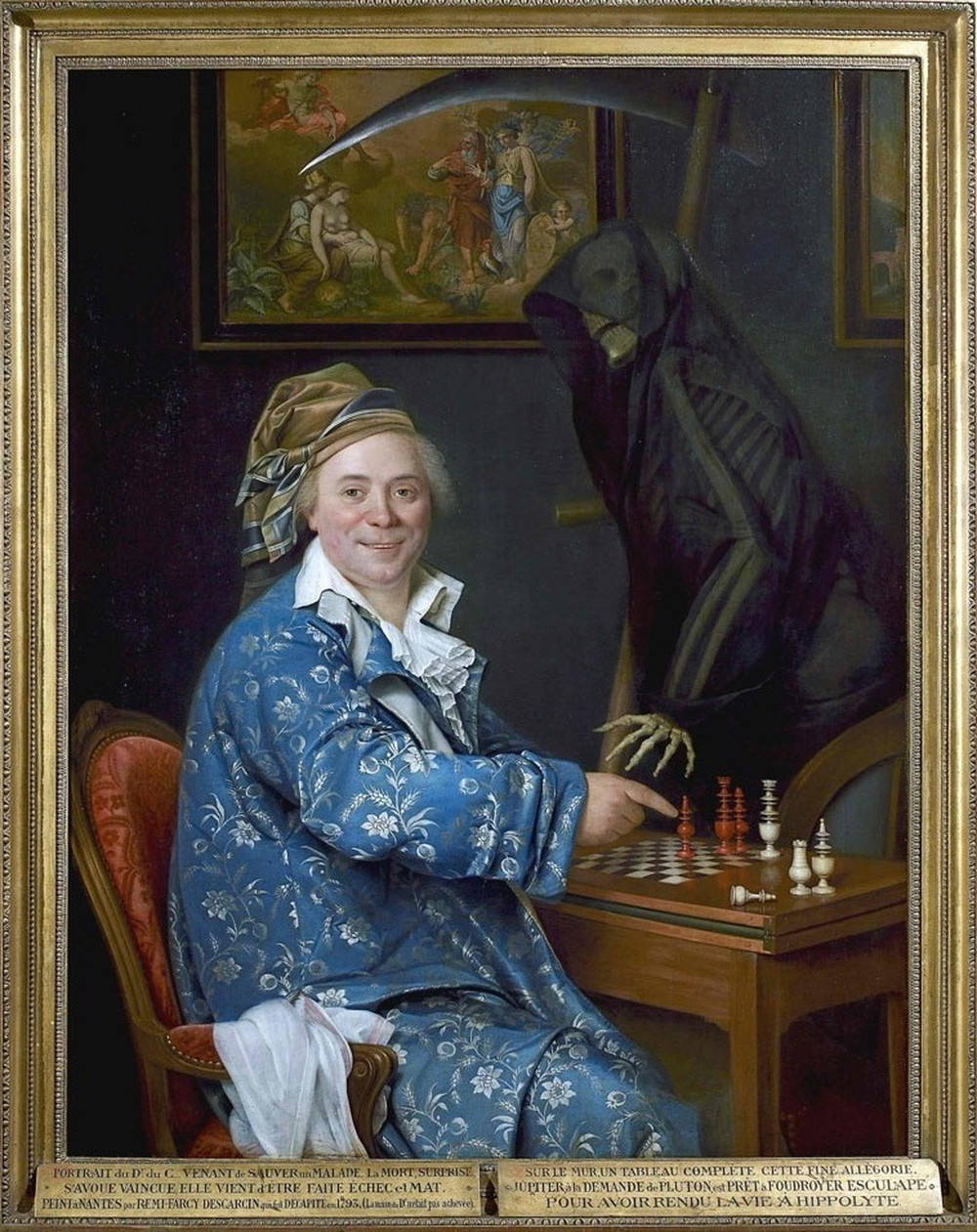
Реми-Фюрси Дескарсен. Портрет доктора де С., играющего в шахматы со смертью. 1793. Музей Французской революции